# Philydrella
Philydrella là một chi thực vật có hoa trong họ Philydraceae.
Chi này là đặc hữu khu vực tây nam Tây Úc.

## Các loài[3]
1. Philydrella drummondii L.G.Adams
2. Philydrella pygmaea (R.Br.) Caruel